# Oliver Postgate
Richard Oliver Postgate est un marionnettiste, scénariste, écrivain, producteur de télévision et acteur anglais né le 12 avril 1925 à Hendon, un quartier de Londres au nord-ouest de Charing Cross, dans le Borough londonien de Barnet et mort le 8 décembre 2008 à Broadstairs, une ville côtière de l’île de Thanet, situé dans la paroisse civile de Broadstairs and St Peter's dans l’Est du Kent, au Royaume-Uni. Il fut le créateur de nombreuses émissions de télévision pour enfants parmi les plus populaires au Royaume-Uni des années 1950 aux années 1980 avec son collaborateur fabricant de marionnettes Peter Firmin (en), comme Bagpuss qui a été élu le programme pour la jeunesse le plus populaire de tous les temps,,,.

## Enfance
Il est le fils de Raymond Postgate (en) et Daisy Postgate (en), le frère de John Postgate (microbiologist) (en). Son grand-père paternel est John Percival Postgate (en); son arrière-grand-père est John Postgate (food safety campaigner) (en); son grand-père maternel George Lansbury; son oncle maternel est Edgar Landbury (homme politique) (en) et sa tante paternelle est Margaret Cole. Ses cousins sont Angela Lansbury, Bruce Lansbury et Edgar Lansbury (producer) (en),. Il est un parent éloigné de l'écrivain et universitaire d'origine australienne Coral Lansbury (en), dont le fils Malcolm Turnbull, Premier ministre d'Australie du 15 septembre 2015 au 24 août 2018. Postgate a épousé Prudence "Prue" Myers en 1957, devenant le beau-père de ses trois enfants. Le couple a eu des jumeaux en 1959 (Stephen et Simon) et un autre fils en 1964, Daniel Postgate (en). Postgate a fait partie du parti travailliste anglais toute sa vie.

## Formation
Postgate a fait ses études à l'école privée Woodstock sur Golders Green Road et à l'école secondaire Woodhouse Grammar School (maintenant rebaptisée Woodhouse College (en)) à Finchley, suivie de Dartington Hall (en), un pensionnat privé progressif dans le Devon. Postgate a rejoint la Home Guard en 1942 alors qu'il étudiait à l'Université de Kingston, mais lorsqu'il est devenu responsable du service militaire pendant la Seconde Guerre mondiale l'année suivante, il s'est déclaré objecteur de conscience, comme son père l'avait fait pendant la Première Guerre mondiale,. Il s'est d'abord vu refuser la reconnaissance; il a accepté un examen médical comme première étape, puis s'est présenté au service avec l'armée à Windsor, mais a refusé de mettre l'uniforme. Il a été traduit en cour martiale et condamné à trois mois dans la prison de Feltham. Cela l'a qualifié pour retourner devant le tribunal d'appel, où il a obtenu une dispense conditionnelle au travail agricole ou dans le service social, la partie non purgée de sa peine étant remise. Il a travaillé dans des fermes jusqu'à la fin de la guerre, et en Allemagne occupée, il travaillait pour la Croix-Rouge dans le travail d'assistance sociale. De retour au Royaume-Uni, à partir de 1948, il étudie à la London Academy of Music and Dramatic Art, mais la quitte pour exercer divers emplois sans jamais vraiment trouver sa place.

## Décès
Prue Myers est décédée d'un cancer en 1982. Naomi Linnell a été sa partenaire pendant les vingt-trois dernières années de sa vie. Son autobiographie, Seeing Things, a été publiée en 2000, et en 2008, son fils Daniel a écrit une postface qui a été ajoutée au livre. Postgate est décédé dans une maison de retraite à Broadstairs, près de son domicile sur la côte du Kent, le 8 décembre 2008, à l'âge de 83 ans,,,.
Après sa mort, il y eut une énorme reconnaissance de son influence et de son impact sur la culture britannique et dans la vie de nombreuses personnes,. Son travail a été largement discuté dans les médias britanniques et de nombreux hommages lui ont été rendus. Charlie Brooker a consacré son émission Charlie Brooker's Screenwipe (en) à Postgate et à la façon dont il a influencé sa propre enfance.

## Filmographie non-exhaustive

### Télévision
| Année       | Titre                    | Réalisation                                     | Rôle                                                           | Notes                                                                  |
| ----------- | ------------------------ | ----------------------------------------------- | -------------------------------------------------------------- | ---------------------------------------------------------------------- |
| 1958 - 1961 | Small Time               | Mary Beales                                     | scénariste.                                                    | 7 épisodes.                                                            |
| 1960        | The Seal of Neptune (en) | BBC                                             | créateur, acteur, scénariste                                   | 6 épisodes.                                                            |
| 1962        | The Mermaid's Pearls     | BBC                                             | créateur, scénariste, marionnettiste et narrateur              | 6 épisodes.                                                            |
| 1959 - 1977 | Ivor the Engine (en)     | BBC & ITV                                       | créateur, producteur, narrateur.                               | 26 épisodes (1959 noir et blanc) - 40 épisodes (1975-1977 en couleur). |
| 1959 - 1965 | Noggin the Nog (en)      | BBC                                             | créateur, scénariste, marionnettiste et narrateur              | 29 épisodes. 6 nouveaux épisode en 1982.                               |
| 1969 - 1974 | Clangers (en)            | BBC, Ingenious Film Partners et Smallfilms (en) | créateur, producteur, scénariste, marrionnettiste et narrateur | 5 saisons (150 épisodes plus 4 spéciaux).                              |
| 1974        | Bagpuss                  | BBC2 et Smallfilms (en)                         | créateur, scénariste, marionnettiste et narrateur              | 13 épisodes.                                                           |